# Мари Тюсо
Мария Гросхолц, известна повече като Мари Тюсо, е швейцарска скулпторка от френски произход, прочута с восъчните фигури, които извайва, както и с Музея на восъчните фигури „Мадам Тюсо“, основите на който полага в Лондон.

## Биография
Родена е в Страсбург във Франция. Баща ѝ умира като войник в Седемгодишната война два месеца преди раждането ѝ. Отива в Берн със своята майка, която работи като иконом в дома на д-р Филип Кюртиюс (Philippe Curtius, 1741 – 1794). Там тя получава швейцарско гражданство. Кюртиюс е лекар с умения във восъчното моделиране, които използва за да илюстрира анатомичната теория. По-късно той започва да изработва портрети.
Кюртиюс се мести в Париж през 1765 г. и започва подготовката по откриването на военна изложба. През същата година изработва восъчна фигура на мадам Дю Бари, последната метреса на крал Луи XV. През 1767 г. Тюсо и майка ѝ също отиват да живеят в Париж. Първата изложба на восъчните фигури на Кюртиюс е открита през 1770 г. и привлича голям интерес. През 1776 г. изложбата се мести в Пале Роял, а през 1782 г. Кюртиюс открива втора изложба на булевард „Дю Темпъл“.
Тюсо изучава восъчното моделиране от Кюртиюс. През 1778 г. тя създава своята първа собствена восъчна фигура – на Жан-Жак Русо. По-късно моделира други известни личности като Волтер и Бенджамин Франклин.
От 1780 до 1789 г. (Френската революция), тя преподава изкуство на сестрата на Луи XVI. Членовете на кралското семейство остават много доволни от младата Мари и по тяхна покана тя заживява във Версай.
По време на Френската революция се запознава с Наполеон Бонапарт и Максимилиан Робеспиер. По време на Големия терор (1793 – 94) е осъдена на смърт чрез гилотина, но благодарение на застъпничеството на Коло д'Ербоа животът ѝ е пощаден.
През 1802 г. имигрира в Лондон. През 1835 г. открива своята първа постоянна изложба на улица „Бейкър“.
Умира на 16 април 1850 г. в Лондон на 88 години.
|  | Тази страница частично или изцяло представлява превод на страницата Marie Tussaud в Уикипедия на английски. Оригиналният текст, както и този превод, са защитени от Лиценза „Криейтив Комънс – Признание – Споделяне на споделеното“, а за съдържание, създадено преди юни 2009 година – от Лиценза за свободна документация на ГНУ. Прегледайте историята на редакциите на оригиналната страница, както и на преводната страница, за да видите списъка на съавторите. ВАЖНО: Този шаблон се отнася единствено до авторските права върху съдържанието на статията. Добавянето му не отменя изискването да се посочват конкретни източници на твърденията, които да бъдат благонадеждни. |